# 細斑裸胸鱔
細斑裸胸鱔，又名花鰭裸胸鯙，俗名薯鰻、錢鰻，為輻鰭魚綱鰻鱺目鯙亞目鯙科的其中一個種。

## 分布
本魚分布於印度太平洋區，包括紅海、馬達加斯加、模里西斯、塞席爾群島、印度、緬甸、泰國、越南、中國、台灣、南日本、印尼、菲律賓、帛琉、關島、澳洲、密克羅尼西亞、新喀里多尼亞、馬紹爾群島、薩摩亞群島、東加、法屬波里尼西亞等海域。

## 深度
水深0至30公尺。

## 特徵
本魚體呈米色，體表散佈許多大小不一的不規則黑斑，身體前半部的黑斑較稀疏，黑斑較小，大多小於斑間距，頭部則只散佈著一些小黑點。後半部黑斑較大且較密，大多大於斑間距。有時黑斑會三兩連成帶狀。斑點無淡色邊緣。表皮厚且光滑無鱗片，能分泌黏液，無胸鰭，背鰭、臀鰭與尾鰭相連呈皮膜狀，尾部側扁，體長可達80公分。牙齒尖銳，需小心咬傷。

## 生態
本魚性情兇猛，為晝伏夜出的魚類，棲息在珊瑚礁或岩礁的縫隙處，幼魚則棲息在淺水處，嗅覺靈敏但視力不佳，具領域性，游泳能力不強，以魚和甲殼類為食。

## 經濟利用
食用魚，可飼養以供觀賞。